# 1987 (албум)
1987 је други студијски албум грчког репера Димитриса Ђианулиса Сника, издат 2022. године за издавачку кућу Минос ЕМИ. Само две песме су соло песме Ријана и насловна нумера 1987, све остале песме су колаборације са другим реперима. У питању су дуети са грчким реперима Ираклисом Марнезосом - Рак Бронксом, Салвом, Гејмбојом, Мерсоом, Влоспом и британским продуцентом Стивеном Пирсом - Феном, као и дует са албанским репером Клауђом Токелом Деспом.

## Списак песама
| №   | Назив                  | Трајање |  |
| 1.  | Rihanna - Ријана       |         |  |
| 2.  | Nana                   |         |  |
| 3.  | Maria - Марија         |         |  |
| 4.  | Diosa - Богиња         |         |  |
| 5.  | Miami - Мајами         |         |  |
| 6.  | Moonwalk - Месечев ход |         |  |
| 7.  | Criminal               |         |  |
| 8.  | 1987                   |         |  |
| 9.  | Kobe                   |         |  |
| 10. | You And Me - Ти и ја   |         |  |
| 11. | Tv                     |         |  |